# Éditions OPTA
Pour les articles homonymes, voir OPTA.
Éditions OPTA est une maison d'édition française créée par Maurice Renault, spécialisée dans le roman policier et la science-fiction, disparue en 1995. 

## Histoire
À l'origine, OPTA (pour Office de Publicité Technique et Artistique) était une agence de publicité que Maurice Renault avait fondée en 1933. C'est après-guerre qu'il « ouvre sa société à l'édition ». 
Passionné de roman policier, Maurice Renault diversifie les activités de son omnium publicitaire en éditant à partir de 1948 Mystère magazine (édition française d’Ellery Queen's Mystery Magazine), à partir de 1953 Fiction (édition française de The Magazine of Fantasy & Science Fiction), à partir de 1956 Suspense (édition française de Manhunt), et à partir de 1961 Alfred Hitchcock magazine.
Pendant un temps, le personnage imaginaire d'Émile Opta est utilisé pour donner plus de personnalité au sigle OPTA.
En 1964, Opta rachète à André Beyler les droits de la revue Galaxie, et crée en 1965 le Club du livre d'anticipation puis en 1967 la collection « Galaxie-bis ».
Maurice Renault prend sa retraite en 1966, et la nouvelle direction délaisse peu à peu les éditions au profit de la maison de publicité qu'elle possède également. 
Alain Dorémieux en est le directeur littéraire jusqu’en 1969.
La societé : Editions Opta (692-009-301) a été radiée du registre du commerce et des sociétés le 11 décembre 1981.
Elle a été reprise le 25 septembre 1978 par la société : Société des Nouvelles Editions Opta (313-424-426) qui a été radiée du registre du commerce et des sociétés le 19 septembre 1995.

## Revues
- Alfred Hitchcock magazine, 166 numéros (1961-1975)
- Emmanuelle, le magazine du plaisir, 22 numéros (1974-1976)
- Espionnage (magazine), 14 numéros (1970-1971)
- Fiction, 412 numéros (1953-1990)
- Galaxie, 158 numéros (1964-1977)
- Mystère magazine, 343 numéros (1948-1976), suivi du Magazine du mystère, 12 numéros (1976-1978, publiés par Trega, puis par Élysées promotions)
- Positif (1974-1990)[7],[8]
- Suspense (1956-1958, 1967)

## Collections
- Anti-mondes, 34 ouvrages (1972-1977)
- Aventures fantastiques (AF), 32 ouvrages (1968-1986)
- Club du livre d'anticipation (CLA), 127 ouvrages (1965-1987)
- Club du livre policier (CLP), 49 ouvrages (1958-1969)
- Galaxie-bis, 148 ouvrages (1965-1987)
- Marginal, 15 ouvrages publiés de 1973 à 1977 (Un 16e numéro a été publié pour rendre hommage à la collection).
- Nebula, 15 ouvrages (1975-1977)